# Izaak Kersz
Izaak Kersz (ur. 2 maja 1918 w Kutnie, zm. 19 czerwca 1990 w Łodzi) – polski historyk żydowskiego pochodzenia, zajmujący się historią społeczności żydowskiej i nowego cmentarza żydowskiego w Łodzi.

## Życiorys

### Młodość
Urodził się w wielodzietnej rodzinie żydowskiej, jako syn rzemieślnika Pereca i Pessy z domu Braun. Ukończył jesziwę, a w 1937 polskie gimnazjum w Kutnie. Udzielał korepetycji i w ten sposób się utrzymywał. W młodości sympatyzował z Komunistycznym Związkiem Młodzieży Polskiej.
W 1939, przed wybuchem II wojny światowej został aresztowany za udział w pochodzie pierwszomajowym i wybuch wojny zastał go w więzieniu w Łęczycy. Po uwolnieniu wrócił do Kutna, a następnie przedostał się do Warszawy i brał udział w jej obronie. Potem przedostał się do Brześcia nad Bugiem. Od 1942 walczył w oddziałach partyzanckich na Kresach Wschodnich, potem w szeregach 1 Armii Wojska Polskiego.

### Studia i praca zawodowa
Po zakończeniu wojny pozostał w Brześciu nad Bugiem (był to już obszar Związku Radzieckiego), gdzie pracował jako nauczyciel historii. Ukończył studia historyczne w Instytucie Pedagogicznym w Mohylowie.
Do Polski powrócił w 1956. Zamieszkał w Łodzi, gdzie podjął pracę jako nauczyciel historii w Liceum Żydowskim im. Icchaka Pereca i innych szkołach. Był jednym z założycieli Towarzystwa Polsko-Izraelskiego; był sekretarzem Oddziału Łódzkiego.

### Zainteresowanie cmentarzem żydowskim w Łodzi
W latach 70. zainteresował się nowym cmentarzem żydowskim w Łodzi. Na początku lat 80. był inicjatorem powołania Społecznego Komitetu Opieki nad Cmentarzem Żydowskim w Łodzi. Zgromadził obszerne materiały dotyczące historii tego cennego zabytku sztuki sepulkralnej Żydów łódzkich. Rozpoczął badania, odczytywał napisy na macewach, prowadził nawet takie zajęcia dla studentów Uniwersytetu Łódzkiego. Do końca życia działał z zapałem dla ocalenia cmentarza i ma w tej mierze duże zasługi. Na tym cmentarzu został też pochowany.

## Odznaczenia
Za swoją działalność zawodową i społeczną został w 1974 odznaczony Złotym Krzyżem Zasługi.

## Publikacje
Swoją wiedzę zawarł w dwóch publikacjach: 
- To nic innego tylko Dom Wieczności. Cmentarz Żydowski w Łodzi
- 1996: Szkice z dziejów Gminy Żydowskiej oraz cmentarza w Łodzi